# Triolismo

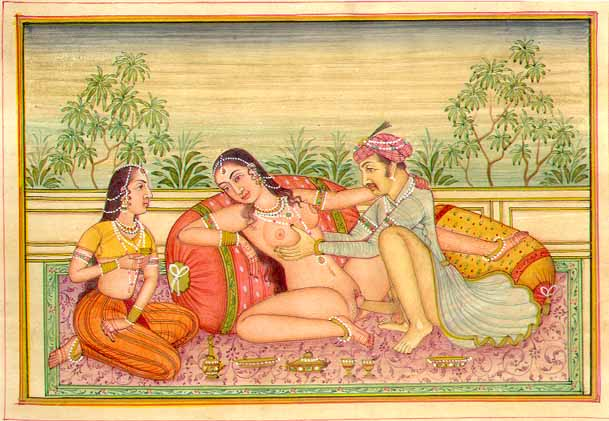
Troilismo: interés erótico de presenciar a su pareja en un acto sexual con una tercera persona, ilustración del Kama sutra.

Triolismo o troilismo son términos médicos que se refieren al impulso psicológico de un sujeto de tener o realizar actos sexuales con varios compañeros al mismo tiempo, o bien en presencia de dos o más personas. El acto sexual llevado a cabo entre tres personas puede combinarse en las variantes de homosexualidad y bisexualidad. Se agrupa entre trastornos del comportamiento sexual de tipo escoptofilia, es decir, trastornos de realización grupal. En ese principio se basan todas las películas pornográficas, el ver a alguien haciendo algo que al individuo le gustaría hacer, lo cual está en conexión íntima con el exhibicionismo. En el troilismo, la administración del placer sexual no se logra a menos que esté observando a otros en una relación sexual.

## Historia
El término triolismo fue acuñado por primera vez en la edición de 1941 del diccionario médico de Dorland, en donde fue clasificada como una parafilia. No estaba claro por qué fue elegido este nombre científico.
Un examen de la palabra puede indicar una raíz en la palabra de trois, del francés «tres». Un término similar, triolisme, existe en francés - el cambio entre la tercera y la cuarta letra es, quizás, un error de sintaxis. Por otro lado, ménage à trois (casa de los tres) fue acuñado en el siglo XIX. Aunque todos esos términos implican a tres personas, ménage à trois implica un enlace romántico entre los tres sujetos, que es bastante diferente de los escenarios troilísticos. 
Otra teoría del origen de la palabra troilismo es que proviene de la obra dramática de William Shakespeare Troilo y Crésida. En ella, durante el Acto V y Escena ii, Ulises obliga a Troilo a ver a su amante Crésida, tener sexo con otro hombre: Diomedes. Troilo con prontitud destituye a su amante tratándola como una prostituta. De hecho, la prostitución o el "actuar como una prostituta" es un aspecto recurrente de muchos actos de troilismo.

## Formas
En el triolismo, el individuo obtiene gratificación o estimulación erótica al verse a sí mismo al estar involucrado en una relación sexual, bien sea en vivo, fotografías o videos. Igualmente puede obtener gratificación sexual al observar a otros en actos sexuales. En ocasiones, el trueque es proporcionado con la venta de la pareja lo cual añade a la excitación sexual.
En otra forma de triolismo, el individuo obtiene placer sexual al observar a su pareja realizar actos sexuales con un tercero. También resulta ser triolismo cuando una pareja es estimulada eróticamente al presenciar a otra pareja en una relación sexual.
En una variante, el candaulismo, el sujeto obtiene gratificación sexual obligando a su pareja a exponerse sexualmente, desnudarse o realizar actos sexuales con otra persona. De igual manera, el candaulismo incluye a aquellos que obtienen placer erótico al revelar a otras personas fotografías de su pareja o cónyuge realizando actos sexuales.

## Patogenia
Algunas teorías apuntan a que el triolismo resulta una desviación derivada del voyeurismo, que es la gratificación erótica obtenida al mirar alguna forma de desnudez en lugar de participar en una relación sexual.
El troilismo se asocia a una conducta desvergonzada, que puede a veces considerarse como desinhibida y considerado como un «recurso ostentoso a lo repugnante, como una irrupción de los instintos sexuales» o como una formación reactiva contra los sentimientos de culpa. Hay quienes actúan de una manera provocativamente despreocupada y que se sienten orgullosa de carecer de escrúpulos de conciencia pero que en realidad intentan enmascarar graves sentimientos de culpa.